# アニー・ベサント
アニー・ウッド・ベサント（Annie Wood Besant, ベザントとも表記されるが発音は「bɛsənt」, 1847年10月1日 ロンドン、クラパム - 1933年9月20日 インド、アディヤール）は、イギリスの神智学徒、女性の権利（Women's rights）積極行動主義者、作家、演説家、アイルランドおよびインドの自治支援者、神智学協会第2代会長、英国フリーメイソンの国際組織ル・ドロワ・ユメン創設者、インド国民会議派議長（1917年）。

## 初期の人生
ロンドンのアイルランド系の中流階級の家に生まれた。自分がアイルランド人であることは常にアニーの誇りであり、大人になってからアイルランド自治運動を支援する動機となった。5歳で父親が亡くなった時、一家はほとんど文無しの状態だった。母親はハーロー校の生徒たち向けの下宿を経営して家族を養ったが、アニーまで養うことができず、友人のエレン・マリアット(海洋冒険小説の元祖フレデリック・マリアットの妹)にアニーの面倒を見てくれるように頼んだ。マリアットは承諾し、アニーに優れた教育を受けさせた。アニーはそこで社会への義務、ならびに自立した女性がなすべきことに対する強い意識を身につけた。また、ヨーロッパを旅して回り、そこでアニーは終生失うことがなかったカトリック的心構えと作法を身につけた。

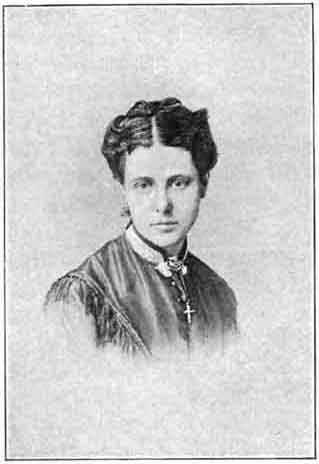
アニー・ベサント、1869年

1867年、19歳の時、アニーはビクトリア朝を代表する文学者サー・ウォルター・ベサントの弟でイングランド国教会福音主義派の聖職者フランク・ベサント（当時26歳）と結婚した。まもなくフランクがリンカンシャー、Sibseyの教区主任牧師になり、夫婦はSibseyに移り住み、2人の子ディグビーとメイベル（Mabel）をもうけた。しかしこの結婚は幸せではなかった。最初の諍いは、金とアニーの自立から起こった。アニーは児童向けの短編小説と論文を書いたが、既婚女性は法的に財産を所有する権利を持たなかったので、アニーの収入はすべてフランクのものとなったのである。さらに政見の違いも夫婦の溝を深めた。アニーは農園労働者の待遇改善のための支援をはじめたが、フランクはトーリー党で、地主と農業経営者の味方だった。アニーが聖餐に参加するのを拒否した時、ついに二人は破局し、アニーは娘を連れて夫の元を去り、ロンドンに戻った。
アニーは自分の信仰に疑問を持ち始め、指導的な聖職者にアドバイスを求めた。その中には、イングランド国教会カトリック派の指導者、エドワード・ブーヴァリー・ピュージー（Edward Bouverie Pusey）もいて、ピュージーは率直に、アニーにたくさんの本を読むように勧めた。アニーは復縁を考え、フランクのところに戻ったが、やはり無理だと悟った。フランクにとって離婚はとうてい受け入れられないもので、結局、アニーは生涯「ベサント夫人」のままだった。アニーはメイベルを引き取り、フランクからわずかながら養育費も受け取った。しかし、2人の子供の単独親権はフランクにあった。

## バーベック時代

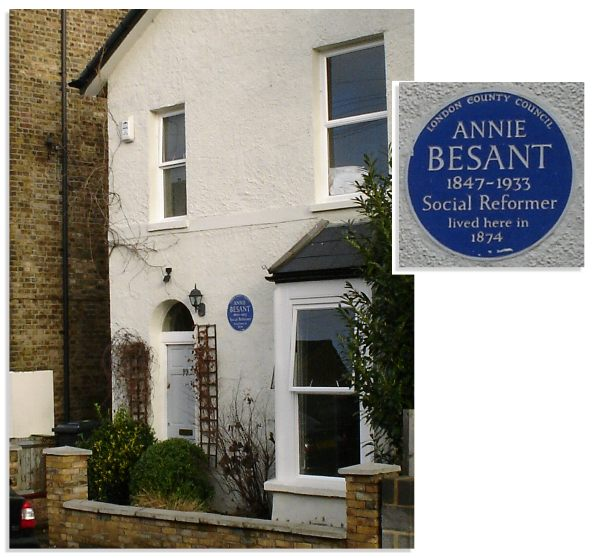
1874年にアニーが住んでいたロンドン、Colby Roadの家とプラーク

アニーはしばらくの間、ロンドン大学のバークベック・カレッジでパートタイムスタディーを受講した。そこでアニーの宗教的・政治的活動が学校側の警戒を招いた。学校理事たちはアニーの試験結果を無効にしようとした。

## 改良者かつ政教分離原則主義者

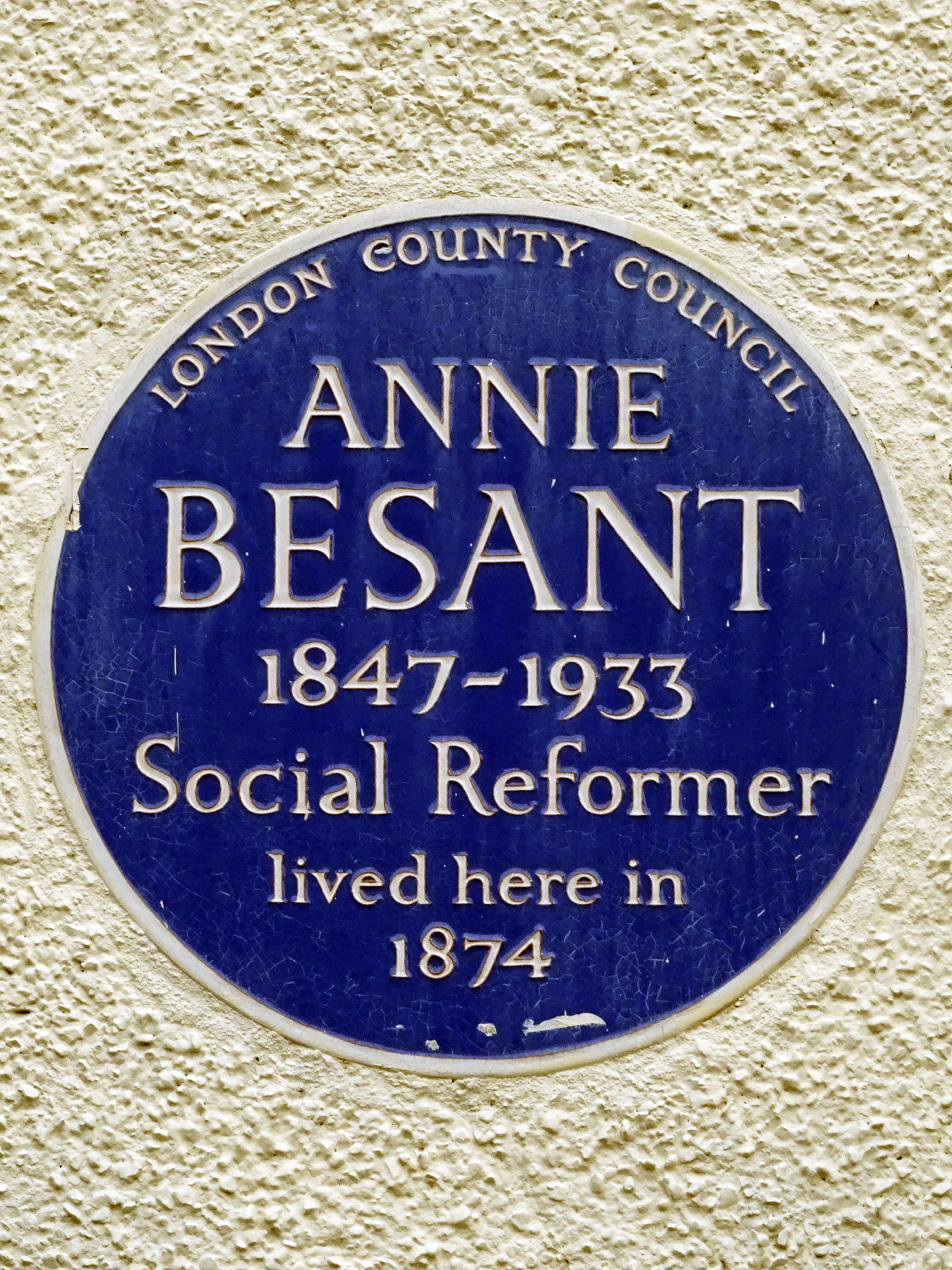
ロンドンの記念碑

アニーは自分が正しいと思うことのために戦った。思想の自由（Freedom of thought）、女性の権利、政教分離原則（アニーはチャールズ・ブラッドローとともに英国世俗協会の指導的メンバーだった）、避妊、フェビアン協会、労働基本権などである。
夫からの解放と新思潮に接したことで、アニーは自分が長い間持ち続けていた宗教的信条のみならず慣習的な考えにも疑問を持ち始めた。アニーは教会、および教会が人々の生活をコントロールするやり方を攻撃する文章を書き出した。とくに攻撃の的としたのは、国家信条としてのイングランド国教会だった。
まもなくアニーは英国世俗協会（National Secular Society）の機関紙「National Reformer」にコラムを書き、わずかながらも週給を得るようになった。この協会は、キリスト教を特別視しない政教分離国家を目指して設立されたものである。英国世俗協会はアニーが演説家として行動することを認めた。講演はヴィクトリア朝時代とても人気がある催しだった。アニーは才能のある演説家で、すぐに多くの講演依頼が舞い込むようになった。アニーは国中を回り、当時のあらゆる重要問題について、進歩・改良・自由を求める講演を行った。
アニーは長年にわたって英国世俗協会のリーダー、チャールズ・ブラッドロー（Charles Bradlaugh）と友人だった。ただし、親友ではあったが、恋愛関係はなかったようである。元船乗りのブラッドローは長年妻と別居していた。アニーはブラッドローとその娘と一緒に暮らし、共同で多くの問題に取り組んだ。ブラッドローは無神論者かつ共和主義者で、ノーサンプトンからの議員選出を目指していた。
1877年、アメリカの「避妊」運動家チャールズ・ノウルトン（Charles Knowlton）の著書を出版したことで、アニーとブラッドローはさらに有名になった。その本は労働者階級家庭は何人の子供たちが欲しいかを決められるようになるまでは幸福になれないと訴え、家族の数を制限する方法を提案した本だった。教会の猛反発を食らったが、アニーとブラッドローは機関紙「National Reformer」にこう書いた。「我々は道徳的正当性を主張できないと思う本を一冊たりとも出版するつもりはない。我々が出版した本はすべて弁護できうる」。

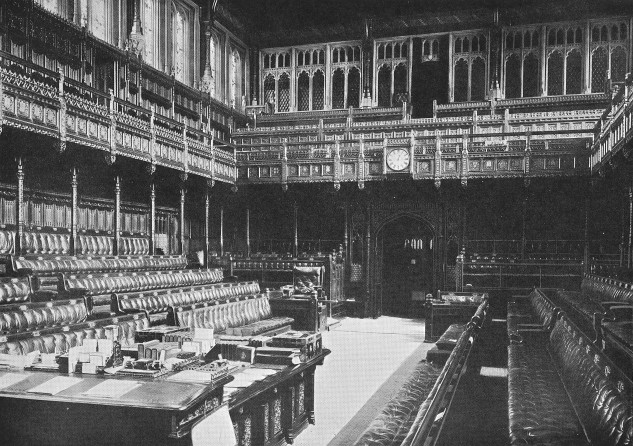
イギリス議会の庶民院

しかし、この本のために、アニーとブラッドローは逮捕された。裁判では、主張については保留のまま、有罪の判決を受けた。しかし、自由党系新聞が二人を支持し、法廷同様に紙面でも賛否両論の意見が入り乱れた。これにより、二人の刑務所行きは見送られ、最終的に、訴訟は取り下げられた。だが、このスキャンダルでアニーは娘たちを失うことになった。フランクがアニーには子供を育てるには不適格と法廷を説き伏せたのである。一方、ブラッドローはこのスキャンダルをものともせず、1881年、国会議員に当選した。しかし無神論者のため、忠誠の誓いを拒否した。多くのキリスト教徒はそのことにショックを受けたが、自由党のウィリアム・グラッドストンなどはブラッドローの信仰の自由を擁護した。一連の問題がおさまるまでに6年以上の歳月がかかった。
アニーはアイルランド自治運動と密接な繋がりを持ち、新聞のコラムでそれを支援した。その時期は、アイルランド民族主義者が自由党ならびに急進派（Radicals）と同盟を結んだ重要な時期だった。アニーは運動の指導者たちと会い、土地戦争（地主との直接闘争）を通じてアイルランド人農民の結集を求めたマイケル・ダヴィット（Michael Davitt）とも知己を得た。アニーはそれから10年間ほど、何度となくダヴィットとその「土地同盟」を支持する文を書き、講演した。一方で、ブラッドローの議員活動とは距離を置いた。当時は、議会政治において女性の出る幕がなかったのである。アニーは演説家・作家・オルガナイザーとして、真の利益をもたらすことができる政治的な表現手段を模索した。

## 社会主義者

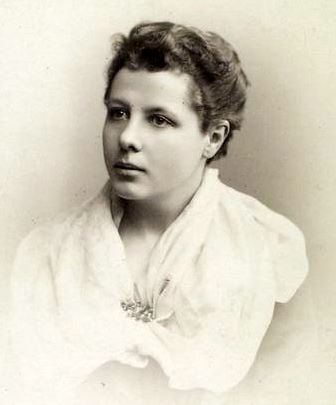
1880年代

アニーにとって、政見・友情・恋愛は常に密接に絡み合っていた。社会主義へのアニーの支持は、ロンドンに住む若きアイルランド人作家でフェビアン協会に属していたジョージ・バーナード・ショーとの出逢いを生んだ。アニーはショーの作品に感銘を受け、1880年代初期に二人は密接な関係になった。アニーはショーに同棲を持ちかけるが、ショーは拒否。しかし、ショーはアニーがフェビアン協会に入る時の保証人になってくれた。フェビアン協会はこの時期、資本主義体系に代わる政治的集団というよりは、むしろ精神的なものを探求するグループだった。
アニーはフェビアン協会のために文章を書き始めた。そのこととショーとの関係が、個人主義者であらゆる種類の社会主義に反対の立場を取るブラッドローとアニーとの間に亀裂を生じさせた。ブラッドローはどんな犠牲を払っても自由を擁護する一方で、労働者階級闘士を鼓舞することにはかなり慎重だった。
「失業」は当時の重要な問題で、1887年、ロンドンの失業者たちの何人かがトラファルガー広場で抗議運動を行った。11月13日の会合で、アニーは演説をすることになった。だが警察はそれを阻止しようとして、争いが起こり、軍隊が招集された。死者1人を含む多数の負傷者が出て、大勢が逮捕された。アニーは自分も逮捕するように求めたが、警察はそれを拒否した。この事件は後に「血の日曜日事件」（Bloody Sunday）と呼ばれ、アニーは世間から非難と称賛の両方を浴びた。アニーは投獄された労働者を法的に助けるための組織作りと逮捕者の家族の支援に没頭した。ブラッドローは集会の前に自分に何の相談もなかったことで、アニーと絶交した。

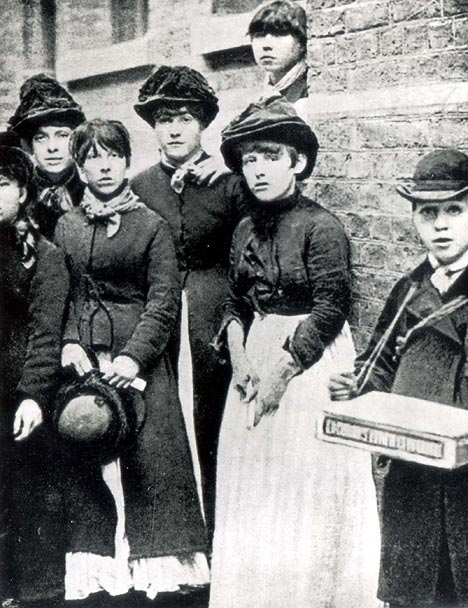
マッチ工場のストライキ

社会主義者たちは労働組合を、労働者の組織化・闘争のためのものと考えた。その時まで、労働組合は熟練労働者のためのものだったが、以後は、非熟練労働者や婦人の待遇・賃金改善も求めるようになった。
この時期の特筆すべき勝利は、1888年, ロンドンのマッチ工場で働く少女たちのストライキ（London matchgirls strike of 1888）だろう。ロンドンのボウ（Bow）にあったブライアント&メイ社（Bryant and May）のマッチ工場労働者の多くは少女たちで、低賃金で働かされ、マッチ製造の過程で、リンによって骨が壊死する「燐顎（Phossy jaw）」などの職業病に罹る者が多かった。数人のマッチ工場の労働者たちは、労働組合設立にあたって、若い社会主義者で当時アニーと恋愛関係にあった「New Unionism」ハーバート・バロウズとアニーに協力を求めた。アニーは女性労働者たちと会い、委員会を設立し、賃上げと待遇の改善を求めるストライキを指導した。このストライキは一般の支持も得た。街頭では声援を受け、著名な聖職者も署名に参加した。1週間ちょっとで会社側は要求を呑まざるをえなくなり、アニーは正式な組合と社交施設の設立に助力した。電灯がまだ広く使われていなかったその当時、蝋燭・オイルランプ・ガスランプなどに使われるマッチ産業は強力な圧力団体だった（1872年にはマッチ産業のロビイストがイギリス政府に圧力をかけ、税政策を変更させていた）。アニーのキャンペーンはそのマッチ産業に対する初の勝利であり、イギリス社会主義黎明期の金字塔とも言えるものだった。

## マルクス主義

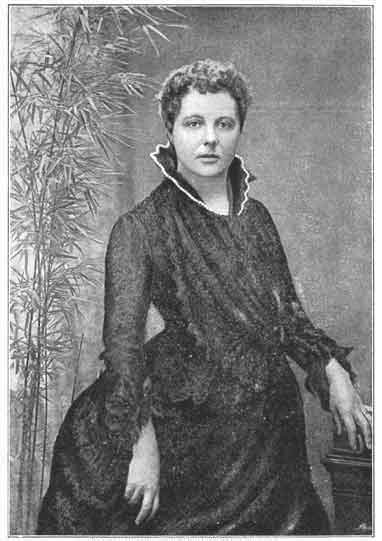
1885年時

1884年、アニーはしばらく自分の家に住ませていた、若い社会主義教師エドワード・エーヴリング（Edward Aveling）との親交を深めた。エーヴリングはマルクスの著作を最初に英訳した学者肌の人物だった。アニーはエーヴリングに恋をしたが、エーヴリングがどうだったかはわからない。しかし、エーヴリングがアニーの考えに強い影響を与えたことは確かで、アニーもエーヴリングの仕事を手伝った。しかし、エーヴリングはアニーと別れ、マルクスの娘エリナ・マルクスと同棲した。そのことでアニーとエリナの間には死ぬまで感情的しこりが残った。前述したアニーの（マルクス主義のライバルだった）フェビアン協会入会はそれが原因なのかも知れない。エーヴリングとエリナはマルクス主義の社会民主連盟（Social Democratic Federation）に参加するが、その指導者ヘンリー・ハインドマンを信頼できず、すぐにそこを脱退し、ウィリアム・モリスらの小規模のマルクス主義分派「社会主義同盟（Socialist League）」に参加した。
モリスがアニーのマルクス主義転向に大きな役割を果たしたようである。1888年、アニーは社会主義同盟ではなく、社会民主連盟に加入し、数年間、そのメンバーであり続け、やがて演説家となった。しかし、フェビアン協会を脱退したわけではなく、その会員だった。誰もが2つの運動が相容れないものとは考えていなかったのである。
マルクス主義運動に参加してまもなく、ロンドン学務委員会（London School Board）に立候補した。髪に赤いリボンをつけ、集会で演説した。マニフェストで訴えたのは「飢えた子供たちをなくそう」だった。社会主義がフェミニスト寄りであることは明かだった。「有権者には私への投票を、有権者でない人には仕事をお願いします。なぜならこの委員会には女性が求められていて、女性候補者はあまりに少ないのですから」とアニーは訴えた。アニーは予想を上回る15,000票を獲得し、タワー・ハムレッツ区（Tower Hamlets）でトップ当選し、小学校における定期健康診断と無償の学校給食を導入した。「National Reformer」紙にこう書いた。「10年前、無慈悲な法の下、キリスト教の偏見は私から子供たちを奪い取りました。今、763,680人のロンドンの子供たちの世話の一部は私の手にあります」。「Dockers' Tanner（港湾労働者の6ペンス銀貨）」闘争にも関与した。港湾労働者は低賃金で危険な仕事をさせられ、しかも臨時の日雇いだった。ベン・ティレット（Ben Tillett）が港湾労働者の組合を立ち上げ、アニーは組合の規則作りを手伝い、集会と組織化の宣伝では重要な役割を果たした。テュレットは港湾労働者を率いて、賃上げ闘争（2.5％アップの1時間6ペンス）を行い、アニーは港湾労働者のための街頭演説を行った。マッチ工場ストライキの時同様に、闘争は多くの人々の支持を得た。イングランドのカトリック教会の長ヘンリー・エドワード・マニング枢機卿（Henry Edward Manning）も港湾労働者の側についた。ストライキの後、「Dockers' Tanner」闘争は勝利を収めた。そしてこの時結成された労働組合が、現在の労働党の母体の一つである「独立労働党」へと発展していった。

## 神智学

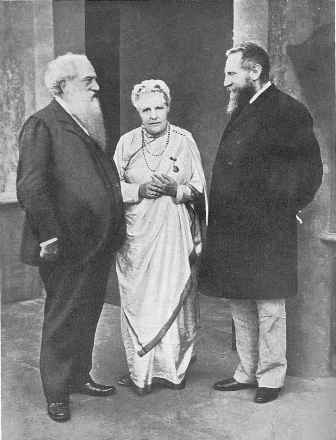
オルコット、ベサント、レッドビーター（1905年12月アディヤール）

1889年「ペル･メル･ガゼット紙」（The Pall Mall Gazette）からブラヴァツキー夫人の『シークレット・ドクトリン』の書評を依頼された。読後、ブラヴァツキー夫人へのインタビューを思いつき、パリまで会いに行った事が、きっかけでアニーは神智学に改宗した。アニーの知的探求の旅は常に精神的な方向に向いていたのである。1890年、フェビアン協会の会員資格が消滅し、マルクス主義との繋がりも絶った。1891年にブラヴァツキー夫人が亡くなった時には、アニーは神智学協会の指導的人物の1人となっていた。1893年には初めてインドを訪問した。創立メンバーのウィリアム・クアン・ジャッジ（William Quan Judge）が協会から分離し、アニーはもう1人の創立メンバーヘンリー・スティール・オルコットと共に、残りのメンバーを率いて、インドのチェンナイに本部を置いた。アディヤール神智学協会（Theosophical Society Adyar）である。その後、アニーは協会の新たな方向性を示し:48、インドの独立・発展のために身を削った。チェンナイの協会の近くにある区域「Besant Nagar」は、アニー・ベサントの名前にちなんだものである。
1894年、チャールズ・ウェブスター・レッドビーターと出会い、以後、数冊の本を共同執筆した。1907年、神智学協会の会長オルコットが亡くなり、アニーが神智学協会の第2代会長に選ばれた。

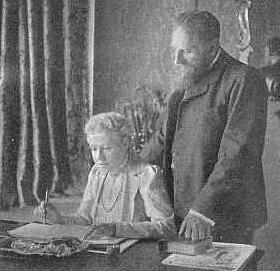
ベサントとレッドビーター（1901年ロンドン）

ワーラーナシーに「The University of India」という名の大学を作ることを計画し、1907年、大学設立許可のための定款を提出した。1911年4月、やはりヒンドゥー大学設立の構想を持っていたマダン・モハン・マラビヤ（Madan Mohan Malaviya）と会って、お互いの計画を1つにすることに決め、1916年に設立されたのが、バナーラス・ヒンドゥー大学（Banaras Hindu University）である。1916年2月5日から8日にかけての公開講座では、ジャガディッシュ・チャンドラ・ボース、チャンドラセカール・ラマンらとともに教壇に立った。ちょうど南アフリカから帰国したところのマハトマ・ガンディーも2月6日の定礎式に参加し、インドで初の演説を行った。1909年、ジッドゥ・クリシュナムルティを養子とする。クリシュナムルティを救世主とする運動が開始:67。1911年にクリシュナムルティを団長とする「東方の星教団」を結成。1929年、ジッドゥ・クリシュナムルティは、「真理は集団で追求するものではない」との考えに基づき、ベザントが彼のために設立した「東方の星教団」を解散する宣言を行い、神智学協会から脱会した。

## 自治運動

全インド自治同盟旗

神智学協会の活動と並行して、アニーは政治的な闘争に参加し続けた。具体的に、アニーはインド国民会議に参加した。レッドビーターはオーストラリアのシドニーに去った。

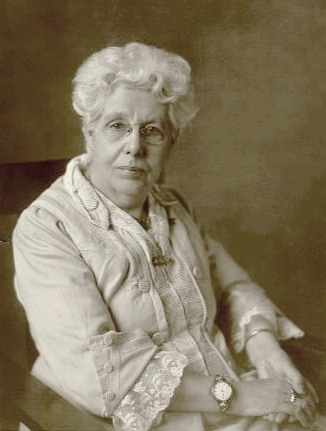
シドニー滞在時(1922年)

1914年にヨーロッパで第一次世界大戦が勃発し、イギリスはドイツ戦に向けて帝国各国に支援を求めた。アニーは「イングランドの危急の時こそインドのチャンス」と言ったが、これはアイルランド民族主義のスローガンをはっきりと反映している。「New India」という新聞の編者として、アニーはインドのイギリス政府を攻撃し、自治への移行を呼びかけたが、「インドのためになることなら何でもよい」との信条の下、農業改革、治安対策などでは政府支持を表明していた。
1916年、ムハンマド・アリー・ジンナー、バール・ガンガーダル・ティラクらと「全インド自治同盟（All India Home Rule League）を発足した。1917年、避暑地で逮捕・拘束されるが、庭で赤と緑の同盟旗を振ることで抵抗を示した。インド国民会議と全インド・ムスリム連盟は共にアニーの釈放を求め、9月に釈放された。12月、インド国民会議の議長に選ばれた。

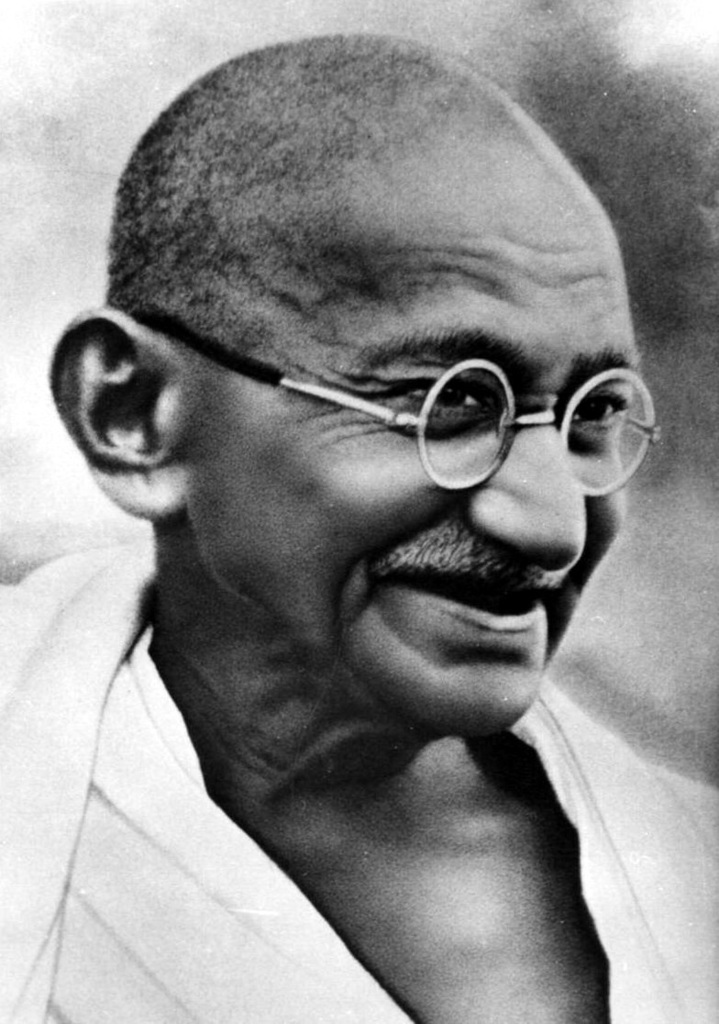
ガンディー

だが、その後、国民会議内部の党派闘争が起こり、またパンジャブ暴動の際、ベザントは治安部隊投入の支持を表明したが、その直後に「アムリットサルの虐殺」が発生したため、イメージの悪化はまぬかれず人気は急落した。以後、インド政界のリーダーシップはガンディーとその一派に移っていったが、それでもベザントは反ガンディー派のリーダー格としてまつられ、教育界の重鎮としても尊敬を受け続けた。ベザントはガンディーと性格的に相容れず、またガンディーの大衆動員の運動を危険視していたため、仲は良くなかった。しかし互いに尊敬しあっており、「マハトマ」と言うガンディーの良く知られた尊称は、最初にベザントが言い出したとも言われている。またガンディーは、青年時代からベサントの宗教に関する考え方に興味を持っていたが、「インドの眠りを覚ました人」として教育界でのベザントの功績を絶賛しており、南アフリカ時代には、事務所にベサントの写真を飾っていた。また、機会があるたびにベサントの元を訪問して助言を乞うている。

## 晩年・死後

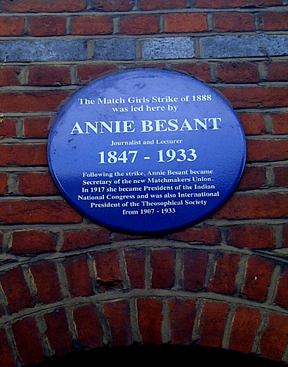
アニー・ベサントの記念碑

1927年、アニーはカリフォルニア州オーハイ（Ojai）に2.0km2の土地を購入し、オルダス・ハクスリー、ジッドゥ・クリシュナムルティらと学校建設を夢見た。1933年、アニーは亡くなったが、学校はHappy Valley Schoolとして1946年に開校した。2006年、学校はアニー・ベサントを記念して、ベサント・ヒル・スクール（Besant Hill School）に改名した。
インターネット検索エンジンの「Google」は、アニー・ベサントがインド独立に貢献したことを讃え、2015年10月1日にインド圏でトップページのロゴ画像を彼女のイラストにした。

## 著作
- The Political Status of Women（1874年）
- Marriage, As It Was, As It Is, And As It Should Be: A Plea For Reform（1878年）
- The Law Of Population（1877年）
- Autobiographical Sketches（1885年）
- Why I became a Theosophist（1889年）
- An Autobiography（1893年）
- The Ancient Wisdom（1898年）
- Thought Forms（1901年） - 日本語訳『思いは生きている』：田中恵美子（竜王文庫）
- バガヴァッド・ギーター（翻訳、1905年）
- Introduction to Yoga（1908年）
- Occult Chemistry
- The Doctrine of the Heart（1920年）
- Esoteric Christianity
- The Case for India by Annie Wood Besant - 1917年12月コルカタ（カルカッタ）、インド国民議会第32回会議でのアニー・ベサントの議長演説（プロジェクト・グーテンベルク）
- Besant, Annie. The Devachanic Plane. Theosophical Publishing House, London, ca 1895.
- Besant, Annie. Man and his bodies. Theosophical Publishing House, London, 1911.
- Besant, Annie. Man's life in this and other worlds. Theosophical Publishing House, Adyar, 1913.
- Besant, Annie. Study in Consciousness - A contribution to the science of psychology. Theosophical Publishing House, Madras, ca 1907.

## アニー・ベサントが登場するフィクション
- 『シャーロックホームズ対オカルト怪人』ランダル・コリンズ著